# Masia Castellpalom
La Masia Castellpalom és un edifici de Ripoll declarat Bé Cultural d'Interès Nacional.

## Descripció
Es tracta d'una masia de planta rectangular formada per planta baixa, un pis i golfes i teulada a una vessant. A la façana de tramuntana hi ha un porxo recolzat sobre pilars quadrats. A ponent hi ha un petit cos adossat d'una sola planta i teulada a una vessant. Les obertures són allindades excepte les dues finestres que s'obren a la façana meridional, a les golfes, que són d'arc rebaixat.
A llevant hi ha una cabana amb teulada a dues aigües, amb corts a la planta i amb obertures a l'herber.

## Història
Les primeres notícies que coneixem d'aquest castell daten de l'any 955 i es coneix com a "castel Palumbi". A partir del segle xiv apareix esmentat com a mas del terme de Llaés. En els inicis aquest castell pertanyia al comtat d'Osona, posteriorment estigué vinculat al comtat de Besalú.